# Echte Kroatzbeere

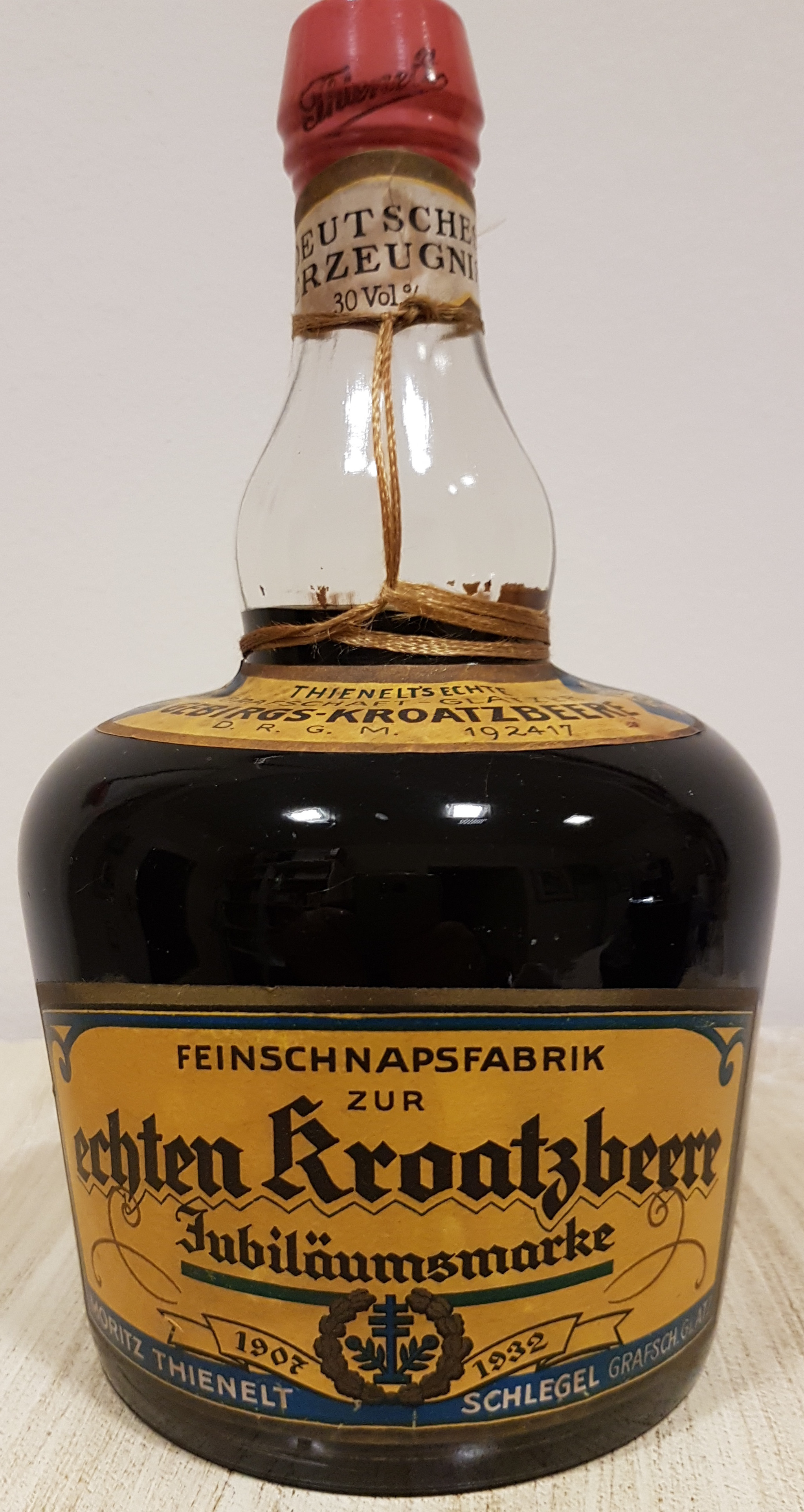
Echte Kroatzbeere von 1932

Echte Kroatzbeere ist ein rubinroter Brombeer-Likör mit einem Alkoholgehalt von 30 % vol. Bei der Herstellung wird unter anderem der Saft von Waldbrombeeren verwendet.

## Geschichte
Der gelernte Destillateur Moritz Thienelt führte seit 1907 in Schlegel den Brauereiausschank seines Bruders Max Thienelt, der eine über 300 Jahre alte Brauerei von seinem Vater geerbt hatte. Schlegel gehörte damals zum Kreis Neurode in der historischen Grafschaft Glatz. Als Destillateur interessierten ihn die Waldbrombeeren, die in den Wäldern reichlich vorkamen und im Volksmund wegen der Dornen am Strauch „Kroatzbeeren“ (Kratzbeeren) genannt wurden. Er verarbeitete sie zu einem Likör, den er Thienelt’s Echte Grafschaft Glatzer Gebirgskroatzbeere nannte. Der Likör erfreute sich schnell großer Beliebtheit bei seinen Gästen und die „Einkehrstätte zur Echten Kroatzbeere“ soll sich zu einem „Genusstempel“ entwickelt haben.
Um der Nachfrage gerecht zu werden, entstand 1937 die Feinschnapsfabrik zur Echten Kroatzbeere als moderne Herstellungsstätte. Hier wurden auch neue Produkte wie der Schüttboden, ein Herrenlikör auf Kümmelbasis, sowie die Spezialität Kuß mit Liebe (Echte Kroatzbeere mit Kakao und Nusslikör) produziert. Neben Schlesien und Ostdeutschland waren die Liköre bald auch in Berlin, Leipzig, Hannover, Frankfurt am Main, Düsseldorf und Essen erhältlich. Diverse Nachahmungen durch Wettbewerber führten zu Prozessen bis zum Reichsgericht in Leipzig, das den Schutz der Marke und deren Ausstattung bestätigte.
1939 verstarb Moritz Thienelt, und sein Sohn Moritz jun. führte das Unternehmen weiter. Der Ausbruch des Zweiten Weltkriegs stoppte weitere Expansionspläne und führte zu staatlich verordneten Wehrmachtslieferungen bis 1945. Im November 1946 wurde die Familie Thienelt aus Schlesien vertrieben.
Unter schwierigen Bedingungen wurde die Produktion für Echte Kroatzbeere 1949 in Düsseldorf in gepachteten Räumen neu aufgebaut. 1956 trat Arno-Moritz Thienelt als Teilhaber und Geschäftsführer in das Familienunternehmen ein. Der Aufbau des Exports und weltweiten Vertriebs der Marke fand unter seiner Leitung statt. Im 50. Jubiläumsjahr konnte 1957 die Herstellung wieder in einer eigenen Produktionsstätte in Holzbüttgen bei Düsseldorf aufgenommen werden. 1961 wurde schließlich die nach Unternehmensangaben modernste Likörfabrik eingeweiht. Der Sohn des Firmengründers, Moritz Thienelt, starb im Juli 1991.
Die zunehmende Zentralisierung des Lebensmittelhandels führte 1997, im neunzigsten Gründungsjahr, zum Verkauf der Marke Echte Kroatzbeere an das Unternehmen Franz Wilhelm Langguth Erben. Die Produktion des Likörs erfolgte zunächst in Berlin beim Tochterunternehmen Bärensiegel, vertrieben wurde er durch die Moritz Thienelt GmbH. Die BärenSiegel GmbH gehört mittlerweile zu Nordbrand Nordhausen und produziert nicht mehr, während die Moritz Thienelt GmbH vollständig mit der Franz Wilhelm Langguth Erben GmbH & Co. KG verschmolzen ist.